# Старе Ровиська
Старе Ровиська (пол. Stare Rowiska) — село в Польщі, у гміні Скерневиці Скерневицького повіту Лодзинського воєводства.
Населення — 269 осіб (2011).
У 1975-1998 роках село належало до Скерневицького воєводства.

## Демографія
Демографічна структура станом на 31 березня 2011 року:
|          | Загалом | Допрацездатний вік | Працездатний вік | Постпрацездатний вік |
| -------- | ------- | ------------------ | ---------------- | -------------------- |
| Чоловіки | 129     | 29                 | 84               | 16                   |
| Жінки    | 140     | 27                 | 80               | 33                   |
| Разом    | 269     | 56                 | 164              | 49                   |